# Araone da Struppa
Araone Stroppa, o Alaone, noto come Araone da Struppa (fl. XIV secolo), è stato un diplomatico e ammiraglio italiano, al servizio della Repubblica di Genova.

## Biografia
Appartenente alla famiglia Stroppa o Struppa, originaria dell'omonimo borgo di Struppa e ascritta nella nobiltà genovese nel 1170, Araone fu diplomatico e ammiraglio della Repubblica di Genova.
Dal novembre 1363 all'aprile 1365 fu podestà di Bonifacio, poi governatore della Corsica con Nicola di Levanto tra il 1368 e il 1370.
Divenne vicario della riviera di Levante nel 1372, e anziano della Repubblica di Genova nel 1374.
Il 12 giugno 1375 fu scelto come rappresentante della Repubblica in Corsica, sollevatasi contro il dominio genovese. Araone fu investito di pieni poteri e di totale libertà di azione, nella speranza, data la sua conoscenza delle genti corse, che potesse riappacificare l'isola con la diplomazia. La sua missione fallì a causa dell'avversità a trovare una pacificazione da parte di Arrigo della Rocca, colui che era a capo della ribellione filo-aragonese.
Dall'agosto 1377 e 1378 guidò una flotta genovese contro la Repubblica di Venezia nel Mediterraneo orientale.
Nel 1382 ritornò a ricoprire il ruolo di anziano della Repubblica di Genova e due anni dopo tornò al comando di una flotta genovese.